# 2000年シドニーオリンピックのベラルーシ選手団
2000年シドニーオリンピックのベラルーシ選手団（2000ねんシドニーオリンピックのベラルーシせんしゅだん）は、2000年9月15日から10月1日にかけてオーストラリアのニューサウスウェールズ州シドニーで開催された2000年シドニーオリンピックのベラルーシ選手団、およびその競技結果。

## 概要
今大会は金メダル3個、銀メダル3個、銅メダル11個の合計17個のメダルを獲得した。

## メダル
| メダル | 選手名                     | 競技       | 種目                      |
| ------ | -------------------------- | ---------- | ------------------------- |
| 金     | ヤニナ・コロルチク         | 陸上       | 女子砲丸投                |
| 金     | エリーナ・ズベレワ         | 陸上       | 女子円盤投                |
| 銅     | イゴール・アスタプコビッチ | 陸上       | 男子ハンマー投            |
| 銅     | イリーナ・ヤチェンコ       | 陸上       | 女子円盤投                |
| 銅     | ナタリア・サザノビッチ     | 陸上       | 女子七種競技              |
| 銅     | ドミトリー・デベルカ       | レスリング | 男子グレコローマン130kg級 |
| 銅     | アナトリー・ラリュコフ     | 柔道       | 男子73kg以下級            |